# Gheorghița Bolovan
Gheorghița Bolovan (Băleni, 18 aprile 1955) è un'ex cestista rumena.

## Carriera
Con la Romania ha disputato due edizioni dei Campionati europei (1976, 1980).